# Lake Erie and Western Railroad
Le Lake Erie and Western Railroad (LE&W) était une compagnie de chemin de fer fondée en 1887 et disparue en 1923. Le LE&W fit partie des chemins de fer américains de classe I.

## Les origines
Le Seney Syndicate relia plusieurs petites compagnies de l'Ohio, de l'Indiana, et de l'Illinois pour constituer le
Lake Erie and Western Railroad en 1879 et 1880. Le LE&W s'étendait de Fremont, où il se connectait au Lake Shore and Michigan Southern Railway, jusqu'à Bloomington à l'ouest, après avoir parcouru 56 km.

## Les rachats
En 1900, le Lake Erie and Western passa sous le contrôle du New York Central Railroad. Après l'avoir exploité de façon indépendante durant 2 décennies, le NYC le vendit au New York, Chicago and St. Louis Railroad (Nickel Plate Railroad) en 1922.